# Giacomo Leopardi (polityk)
Giacomo Leopardi (ur. 18 grudnia 1928 w Genui, zm. 13 września 2015 w Rzymie) – włoski farmaceuta i polityk, poseł do Parlamentu Europejskiego IV kadencji.

## Życiorys
Z wykształcenia farmaceuta. Był wieloletnim działaczem samorządu zawodowego. Od 1975 kierował organizacją Federfarma, a w latach 1985–2009 stał na czele Federazione Ordini Farmacisti Italiani, federacji stowarzyszeń włoskich farmaceutów. W latach 1994–1999 z listy Forza Italia sprawował mandat eurodeputowanego IV kadencji, pracował w Komisji ds. Środowiska Naturalnego, Zdrowia Publicznego i Ochrony Konsumentów.